# Rodrigo de Arriaga
Pour les articles homonymes, voir Arriaga.
Rodrigo de Arriaga, né  le 17 janvier 1592 à Logroño, en Castille (Espagne), et décédé le 7 juin 1667 à Prague, est un prêtre jésuite et philosophe espagnol.

## Biographie
Né à Logroño, en Castille, en 1592, il est formé aux collèges jésuites de Salamanque et de Valladolid, notamment par Pedro Hurtado de Mendoza dont l'enseignement aux tendances nominalistes eut beaucoup d'influence sur lui, ainsi que sous Juan de Lugo y de Quiroga, le futur cardinal. Il y enseigna quelques années la philosophie, avant d'accepter de se rendre à Prague en 1625, à la suite de la restauration catholique dans le pays, afin d'y renforcer l'enseignement de la Compagnie de Jésus locale. Il ne devait plus quitter l'Université Charles (dont il fut le chancelier pendant 12 ans), d'où il rayonna sur l'enseignement jésuite pendant de longues années, à travers son Cursus philosophicus (1632, avec plusieurs rééditions, jusqu'à une édition totalement remaniée en 1669, comprenant de nombreuses modifications et réponses à des objections de jésuites contemporains, notamment de Francisco de Oviedo) fut l'un des plus influents du XVIIe siècle. Il produisit également des Disputationes theologicae (Anvers, 1643-1655) qui connurent moins de succès. Arriaga fut très estimé non-seulement par Urbain VIII et Innocent X, mais encore par l’empereur Ferdinand. Les Jésuites de Bohême l’élurent trois fois pour les représenter, à Rome, aux Congrégations de procureurs. Il mourut à Prague, en 1667.

## Écrits

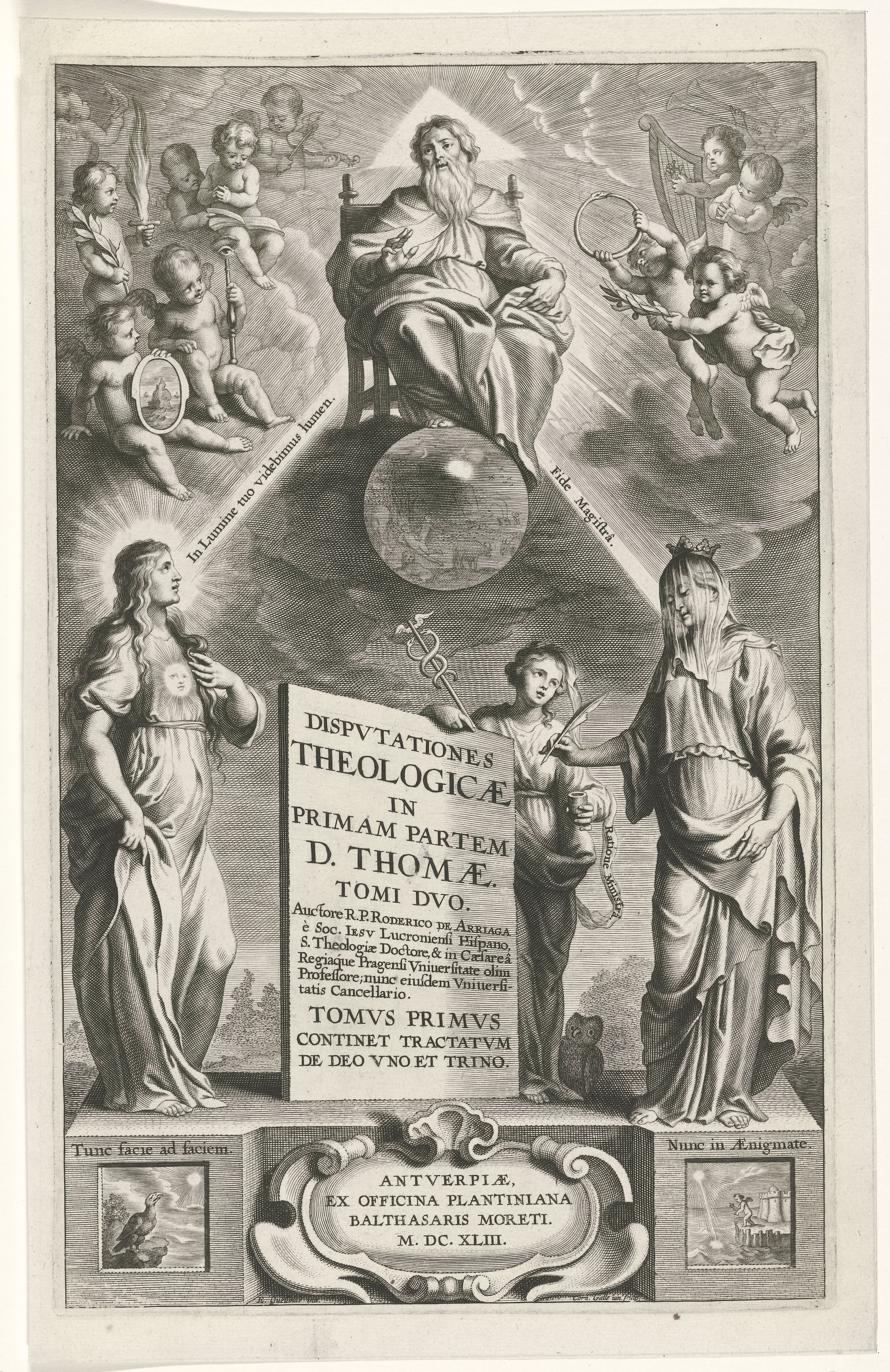
Disputationes theologicae, Anvers, 1643

Très novateur en métaphysique et en philosophie naturelle (s'intéressant à l'astronomie, il défendait l'héliocentrisme malgré les interdictions ecclésiastiques), il resta plutôt modéré dans les querelles morales. Il préféra opposer au jansénisme le thomisme plutôt que le molinisme officiel de la Compagnie. En théologie, il fit partie de ceux qui rejetèrent l'argument ontologique, refusant que l'on puisse démontrer a priori l'existence de Dieu. Dans son Dictionnaire historique et critique, Pierre Bayle le loue comme l'une des plus grandes gloires académiques de son temps. Il eut également une forte influence dans le milieu pragois, comme en témoigne l'œuvre du médecin tchèque Jan Marek Marci ou celle du capucin italien actif à Prague et Varsovie Valérien Magni, qui peut être lue comme une réaction au nominalisme d'Arriaga. Il eut également une influence certaine sur le cistercien espagnol Juan Caramuel y Lobkowitz, et les manuels scotistes pragois de Bernard Sannig ou d'Amand Hermann lui sont certainement également redevables. Parmi les philosophes de l'âge classique, Leibniz utilisa beaucoup le manuel d'Arriaga, et on peut supposer que le traitement que Descartes réserve au problème de la raréfaction et de la condensation (Principia II, 5-6) en est tributaire.

## Principales œuvres
- Cursus philosophicus, Anvers, Balthasar Moretus, 1632 ; Editio secunda, Paris, apud Martinum Durand, 1637 ; Editio secunda, Paris, Quesnel, 1639 ; Editio tertia a mendis expurgata, Lyon, Prost, 1644 ; Editio quarta, Paris, François Piot, 1647 ; Editio quarta a mendis, quibus aliæ scatebant, expurgata, Lyon, Prost, 1653 ; Editio quinta, Lyon, 1664. iam noviter maxima ex parte auctus, & illustratus, Lyon, Borde, 1669.
- (la) Rodrigo de Arriaga, Disputationes theologicae, vol. I-VIII, Anvers, Moretus, 1643-55 (lire en ligne).